# Miquel Constançó i Rufart
Miquel Constançó i Rufart   (Barcelona, 1739 - Ciutat de Mèxic, 1814) fou un enginyer, cartògraf i cosmògraf català.

## Biografia

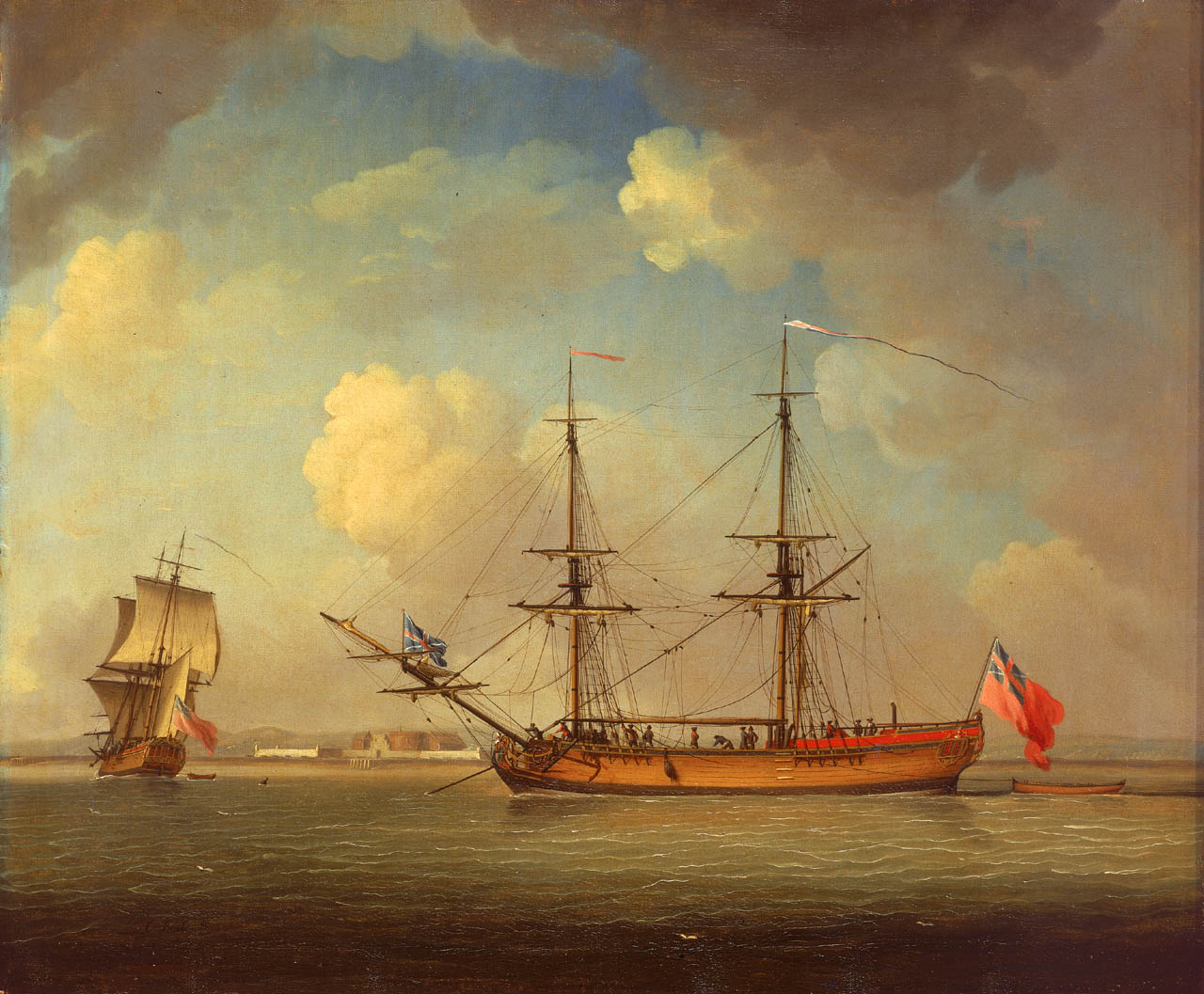
Dues vistes d'un paquebot, per Charles Brooking (1759). El paquebot San Carlos devia ser molt semblant

Era fill de Miquel Constançó (o Constansó), escrivent i natural de Barcelona, i de Josepa Rufart, de Balaguer. La casa familiar era a l'actual núm. 10 del carrer dels Boters.
El 1762 va entrar al cos d'enginyers militars com a subtinent i va ser assignat al departament marítim de San Blas, a la costa oest del virregnat de Nova Espanya. El 1769 va participar, en el paquebot San Carlos, com a cartògraf i enginyer en suport a l'expedició terrestre d'exploració i conquesta de Gaspar de Portolà i Juníper Serra a l'Alta Califòrnia, en la qual anava embarcat com a cartògraf i enginyer. Gràcies a la seva tossudesa es va poder arribar a la badia de San Francisco, on més endavant Juníper Serra va fundar una missió. Durant l'expedició va tenir l'oportunitat de fer amistat amb ell i amb els frares Joan Crespí Fiol i Francesc Palou.
Tanmateix, va dur a terme les observacions astronòmiques de la campanya que va redactar en els seus informes sobre el viatge que més tard van tenir gran difusió sent traduïts a l'anglès i a l'alemany. En ells hi va glossar també una descripció de la toponímia, la flora, la fauna i detalls sobre els costums dels indis.
Un cop de tornada a Mèxic, es va dedicar com enginyer al servei de la colònia durant prop de 50 anys. Entre les seves obres, s'hi pot trobar: la construcció de carreteres i camins (que conformarien més tard El Camino Real), la dessecació de la vall de Mèxic, construint unes quantes esglésies, l'Hospital de San Andrés i el palau del govern de San Luis de Potosí.

## Obres
- Diario Histórico (1770).[5]
- Diario del viaje de tierra hecho al norte de la California (1770).

## Documents
- 1803. Cartes de Alexander von Humboldt a Miquel Constansó.[6]